# الحائط (حفاش)

تعديل مصدري - تعديل

الحائط هي إحدى قرى عزلة بني أسعد بمديرية حفاش التابعة لمحافظة المحويت، بلغ تعداد سكانها 439 نسمة حسب تعداد اليمن لعام 2004.